# Campionati del mondo di ciclismo su strada 2007 - Cronometro maschile Under-23
La cronometro individuale maschile Under-23 dei Campionati del mondo di ciclismo su strada 2007 fu corsa il 26 settembre 2007 nel territorio circostante Stoccarda, in Germania, per un percorso totale di 38,1 km. L'olandese Lars Boom vinse la medaglia d'oro, terminando in 48'57"93.

## Percorso
Il circuito della cronometro individuale, da percorrere per due volte, ricalcava parzialmente quello delle prove su strada. Dopo il via sull'Am Kochenhof, il percorso conduceva sull'Am Kräherwald (L1187) verso sud, evitando quindi l'anello della Lenzhalde e della Herdweg e quello della Herderstraße e della Rotenwaldstraße, fino alla Botnanger Straße. Qui il circuito della gara maschile Under-23 andava in direzione sud, verso il Birkenkopf, poi verso ovest lungo la Geißeichstraße, e quindi sulla Wildparkstraße (L1180). Gli atleti della prova Under-23 facevano quasi subito dietrofront lungo due svincoli, riportandosi quindi sulla Geißeichstraße e da lì verso nord lungo il percorso consueto (in totale 19,3 km). Nel complesso la gara maschile Under-23, di 38,1 km, aveva 670 m di dislivello.

## Squadre e corridori partecipanti
I 70 partecipanti furono suddivisi in quattro gruppi; all'interno di ogni gruppo le partenze avvenivano ogni minuto, mentre tra un gruppo e l'altro vi era una pausa di 35 minuti.
I campioni continentali e quello mondiale potevano essere schierati insieme ai due previsti per ogni nazione.
| Gruppo 1 | Gruppo 1              | Gruppo 1 | Gruppo 2 | Gruppo 2                   | Gruppo 2 | Gruppo 3 | Gruppo 3                   | Gruppo 3 | Gruppo 4 | Gruppo 4             | Gruppo 4 |
| -------- | --------------------- | -------- | -------- | -------------------------- | -------- | -------- | -------------------------- | -------- | -------- | -------------------- | -------- |
| 70       | Pavel Zitta           | 49º      | 51       | Ian Stannard               | 36º      | 32       | Zakkari Dempster           | 44º      | 16       | Jos van Emden        | 13º      |
| 69       | Peter Velits          | 15º      | 50       | Martin Velits              | 31º      | 31       | Rui Alberto Faria da Costa | 26º      | 15       | André Steensen       | 22º      |
| 68       | David Veilleux        | 17º      | 49       | Federico Pagani            | 63º      | 30       | Marco Coledan              | 47º      | 14       | Branislaŭ Samojlaŭ   | 9º       |
| 67       | Darwin Urrea          | 54º      | 48       | Hossein Nateghi            | 56º      | 29       | Marcel Kittel              | 18º      | 13       | Kristjan Koren       | 27º      |
| 66       | Mārtiņš Trautmanis    | 53º      | 47       | Víctor Moreno              | 65º      | 28       | Oleh Čužda                 | 29º      | 12       | Stefan Schäfer       | 24º      |
| 65       | Andrij Suralev        | 58º      | 46       | Christian Meier            | 48º      | 27       | Dmitrij Sokolov            | 11º      | 11       | Alexandr Pliuschin   | 8º       |
| 64       | Evaldas Šiškevičius   | 37º      | 45       | Jarosław Marycz            | 33º      | 26       | Clinton Avery              | 50º      | 10       | Rafaâ Chtioui        | 23º      |
| 63       | Rafael Serrano        | 17º      | 44       | Wilson Marentes            | 52º      | 25       | Mohd Fauzan Ahmad          | 66º      | 9        | Francis De Greef     | 10º      |
| 62       | Emanuel Saldano       | 46º      | 43       | Sándor Koczka              | 70º      | 24       | Azizbek Abdvrahimov        | 64º      | 8        | Gatis Smukulis       | 39º      |
| 61       | Mohammad Rajablou     | 67º      | 42       | František Klouček          | 45º      | 23       | Tejay van Garderen         | 38º      | 7        | Tony Gallopin        | 20º      |
| 60       | Rein Taaramäe         | 16º      | 41       | Sergiu Cioban              | 32º      | 22       | Grega Bole                 | 19º      | 6        | Edvald Boasson Hagen | 6º       |
| 59       | Yong Li Ng            | 68º      | 40       | Dimitri Jiriakov           | 60º      | 21       | Michael Færk Christensen   | 4º       | 5        | Adriano Malori       | 5º       |
| 58       | José Mendes           | 40º      | 39       | Jacques Janse van Rensburg | 42º      | 20       | Lars Boom                  | 1º       | 4        | Michail Ignat'ev     | 2º       |
| 57       | Krisztián Lovassy     | 51º      | 38       | Esad Hasanović             | 62º      | 19       | Martin Kohler              | 25º      | 3        | Ignatas Konovalovas  | 12º      |
| 56       | Frederik Krogh-Larsen | 61º      | 37       | Dmitrij Gruzdev            | 21º      | 18       | Abdelkader Belmokhtar      | 55º      | 2        | Jérôme Coppel        | 3º       |
| 55       | Roman Kireev          | 14º      | 36       | Tanel Kangert              | 7º       | 17       | Chris Froome               | 41º      | 1        | Maksim Bel'kov       | 30º      |
| 54       | Konstantin Kalinin    | 69º      | 35       | Nick Frey                  | 57º      |          |                            |          |          |                      |          |
| 53       | Sam Bewley            | 35º      | 34       | Sergio Domínguez           | 59º      |          |                            |          |          |                      |          |
| 52       | Sjarhej Papok         | 43º      | 33       | Mathieu Deschenaux         | 28º      |          |                            |          |          |                      |          |

## Resoconto degli eventi
Tra gli atleti del primo gruppo, composto da diciannove corridori, si distinsero lo slovacco Peter Velits e il kazako Roman Kireev, che conclusero con il miglior tempo del raggruppamento e finirono rispettivamente quindicesimo e quattordicesimo al termine della prova. Tra i partenti del secondo gruppo, l'estone Tanel Kangert terminò con il tempo migliore e rimase in testa alla classifica provvisoria con 50'11", terminando poi al settimo posto finale. La leadership dell'atleta baltico fu interrotta dall'olandese Lars Boom, in testa rispetto all'avversario sin dal rilevamento intermedio, che andò anche a sorpassare i cinque atleti partiti prima di lui. Fu il primo a scendere sotto i 40 minuti all'ultimo rilevamento e terminò la corsa in 48'57", insediandosi al primo posto della generale. L'unico a impensierire Boom fu il russo Michail Ignat'ev, che al primo intertempo dava otto secondi all'olandese, ma progressivamente perse secondi fino a giungere sul traguardo al secondo posto, staccato di 9" dal leader. Il francese Jérôme Coppel rimase sempre tra i primi tre nei rilevamenti intermedi, e terzo giunse anche sul traguardo finale.

## Classifica (Top 10)
| Pos. | Corridore            | Squadra     | Tempo   |
| ---- | -------------------- | ----------- | ------- |
| 1    | Lars Boom            | Paesi Bassi | 48'58"  |
| 2    | Michail Ignat'ev     | Russia      | a 9"    |
| 3    | Jérôme Coppel        | Francia     | a 46"   |
| 4    | Michael Christensen  | Danimarca   | a 1'10" |
| 5    | Adriano Malori       | Italia      | a 1'12" |
| 6    | Edvald Boasson Hagen | Norvegia    | a 1'13" |
| 7    | Tanel Kangert        | Estonia     | a 1'14" |
| 8    | Alexandr Pliuschin   | Moldavia    | a 1'17" |
| 9    | Branislaŭ Samojlaŭ   | Bielorussia | a 1'28" |
| 10   | Francis De Greef     | Belgio      | a 1'30" |